# 竹部幸夫

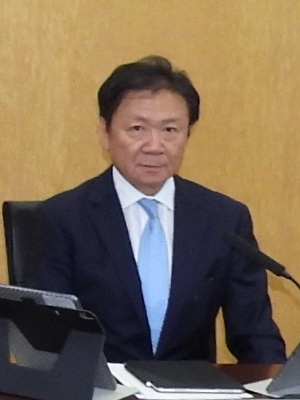
2025年、国家公安委員会委員として

竹部 幸夫（たけべ ゆきお、1960年4月8日 - ）は、日本の実業家。三井物産代表取締役副社長、日本鉄鋼連盟副会長、ジャカルタ・ジャパンクラブ理事長などを経て、国家公安委員会委員。

## 人物・経歴
1983年東北大学法学部卒業、三井物産入社。1999年石炭部主席。2000年原料炭部主席。2001年電力炭部主席。2002年製鋼原料部室長。2003年英国三井物産ゼネラルマネージャー。2006年欧州三井物産D.O.O.。2007年 欧州・中東・アフリカ本部D.O.O.。2010年石炭部長。2012年エネルギー第二業務部長兼エネルギー第一業務部長。2013年執行役員金属資源本部長。2014年執行役員金属資源本部長兼製鋼原料部長。2015年執行役員インドネシア三井物産社長、ジャカルタ・ジャパンクラブ理事長。2016年常務執行役員豪州三井物産社長兼ニュージーランド三井物産会長、メルボルン日本商工会議所理事。2018年代表取締役兼専務執行役員。2019年代表取締役兼副社長執行役員、日本鉄鋼連盟副会長。2021年顧問。2022年安藤裕子委員の後任として、国家公安委員会委員に就任。